# Rezerwat biosfery Al-Umajjid
Rezerwat biosfery Al-Umajjid (El-Omayed) – egipski rezerwat biosfery w północnym Egipcie, położony około 80 km na zachód od Aleksandrii i 200 km na wschód od Marsa Matruh. Utworzony został w 1981 roku, powiększony w 1998. Obejmuje powierzchnię 75800 ha (758 km²); początkowo liczył jedynie 1000 ha. Jeden z dwóch rezerwatów biosfery w Egipcie, drugim jest Rezerwat biosfery Wadi al-Allaki.
Na terenie rezerwatu przeważają pustynie i półpustynie. Występują również wydmy złożone z węglanu wapnia, pastwiska oraz plantacje fig. Znajduje się on na wysokości 0-110 m n.p.m. Średnia temperatura w najcieplejszym miesiącu, sierpniu, wynosi 30,8 °C, zaś w najzimniejszym miesiącu, styczniu, 7,9 °C. Średnia roczna suma opadów wynosi 120 mm.

## Flora
Na nadbrzeżnych wydmach rosną m.in. przedstawiciele piaskownicy zwyczajnej (Ammophila arenaria), Euphorbia paralias oraz Pancratium maritimum. Na wybrzeżu spotykane są również Ononis vaginalis, Thymelaea hirsuta i Crucianella maritima. Głębiej w ląd na płytkich glebach napotkać można wilczypieprz (Thymellaea), Gymnocarpus decandrum, babkę białawą (Plantago albicans), Thymus capitatus i Asphodelus microcarpus. W słonych bagnistych zagłębieniach przeważają Sarcocornia fruticosa, Cressa cretica, a także Atriplex halimus; spotyka się również Juncus rigidus, Arthrocnemum macrostachyum i Limonium echioides. W podobnych lecz niesłonych wgłębieniach występują zbiorowiska roślinne: Artemisia monosperma z Hammada elegans, Anabasis articulata z Hammada scorpia oraz Suaeda pruinosa z Salsola tetrandra. Od 10 km od brzegu w głąb lądu na płaskowyżu rosną w zbiorowiskach Artemisia monosperma i Hammada elegans.
Odnotowano około 20 gatunków glonów (Algae).

## Fauna
Wśród ssaków zasiedlających rezerwat biosfery Al-Umajjid wymienić można gazelę dorkas (Gazella dorcas), licznych przedstawicieli Gerbillus, ślepca Spalax leucodon, fenki (Vulpes zerda), lisa rudego (Vulpes vulpes), zająca Lepus capenis oraz piaskówkę tłustą (Psammomys obesus). Odnotowano około 30 gatunków płazów i gadów. Z gadów występują m.in. żmija rogata (Cerastes cerastes) oraz żółw śródziemnomorski (Testudo graeca). Z owadów, liczących w rezerwacie ponad 600 gatunków, spotykani są liczni przedstawiciele czarnuchowatych (Tenebrionidae), żukowatych (Scarabaeidae) oraz biegaczowatych (Carabidae). Odnotowano również karaczana Heterogamia syriaca (Polyphagidae), mrówki Messor oraz ameby Acanthamoeba.
Odnotowano 70 gatunków ptaków, w tym pustułkę zwyczajną (Falco tinnunculus) oraz przepiórkę zwyczajną (Coturnix coturnix).